# Сущій Сергій Якович
- | Зовнішні зображення | Зовнішні зображення |
| ------------------- | ------------------- |
|                     | Сергій Якович Сущий |

Сергій Якович Сущий (рос. Сергей Яковлевич Сущий)  (нар. 30 березня 1961 року) у Ростові-на-Дону) — поет, прозаїк, науковий працівник. Член Спілки російських письменників з 2000 року. 

## Життя і творчість
Сергій Якович — корінний ростовчанин. Навчався в Ростовському державному університеті на геолого-географічному факультеті (1978–1983). Після закінчення інституту працював у різних проектних і науково-дослідних організаціях Ростова, старшим науковим співробітником Північно-Кавказького НДІ економічних і соціальних проблем. З 2007 року — співробітник Південного наукового центру РАН. У 1992 році захистив кандидатську дисертацію із соціології, в 1997 році — докторську дисертацію з філософії. Основна сфера наукових інтересів — філософія й соціологія культури, історична географія культури. Доктор філософії, кандидат соціологічних наук. Автор 110 наукових праць (у т. ч. 18 монографій).
Літературою займається із середини 1980-х років. Публікувався в журналах «Прапор», «Аріон», «Діти Ра», «Дон», «Ковчег». Автор чотирьох книг прози й 12 поетичних збірок.
Лауреат конкурсу «Невідомі поети Росії» (2-а премія) 2000 року. Фіналіст конкурсу «Ілля премії» 2003 року. Лауреат премії журналу «Ковчег» 2007 року.

## Публікації
Поезія (окремі видання)
- Прогулянки під сонцем. — Ростов-н/Д: Особистий інтерес, 1993

- Скатертина для оленя. — Ростов-н/Д: Серафим, 1995

- Високосний. — Ростов-н/Д: Топос, 1996

- Скриптум. — Ростов-н/Д, 1997

- Дихання. — Ростов-н/Д, 1998

- Час-99. Ростов-н/Д, 1999

- Антологія епіграфів. Ростов-н/Д, 2000
- Голуб і хлібна крихта. — Таганрог: Вид-во Ю. Кучми, 2002

- Місто-березень. — Ростов-н/Д, 2003

- Стебло. — Ростов-н/Д, 2005

- Іва-Волга. — Ростов-н/Д: Визнання, 2006

- Ізборник I. — Таганрог: Нюанс, 2007

- Ізборник II. — Таганрог: Нюанс, 2008

- Академія любові. — Таганрог: Нюанс, 2009

- Провінційні рімейки. — Таганрог: Нюанс, 2010

- Не-класне читання. — Таганрог: Нюанс, 2011 (спільно з М. Сущою)

Поезія (колективні збірники)
- Перехрестя. — Ростов-н/Д: Булат, 2006

- Не-класне читання. — Таганрог: Нюанс, 2011 (спільно з М. Сущою)

Проза (окремі видання)
- Будинок під літнім небом. — Ростов-н/Д: Літера-Д, 1993

- Доктор Бабиян (розповіді про справжнього професіонала). — Москва: Ad Marginem, 2003

- Міський календар-2005. — Ростов-н/Д: Странник, 2005

- Міський календар-2006. Ростов-н/Д: Странник, 2006

- Губернаторський кіт. — Ростов-н/Д: Визнання, 2006

Наука (основні монографії)
- Нариси географії російської культури. — Ростов-н/Д: СКНЦ ВШ, 1994 (спільно з А. Р. Дружиніним)

- Простір культури. — Ростов-н/Д: Логос, 1995

- Атлас російської культури XI–XV ст. — Ростов-н/Д: СКНЦ ВШ, 1998

- Атлас російської культури XVI–XVIII ст. — Ростов-н/Д: СКНЦ ВШ, 1999

- Атлас російської культури XIX століття. — Ростов-н/Д: СКНЦ ВШ, 2000

- Наука й освіта Півдня Росії. — Ростов-н/Д: ЮНЦ РАН, 2009

- Демографія та розселення народів Північного Кавказу. — Ростов-н/Д: ЮНЦ РАН, 2009

- Терористичне підпілля на сході північного Кавказу (Чечня, Інгушетія, Дагестан). — Ростов-н/Д: ЮНЦ РАН, 2010